# 東ハワイ文化センター
座標: 北緯19度43分29秒 西経155度5分18秒 / 北緯19.72472度 西経155.08833度

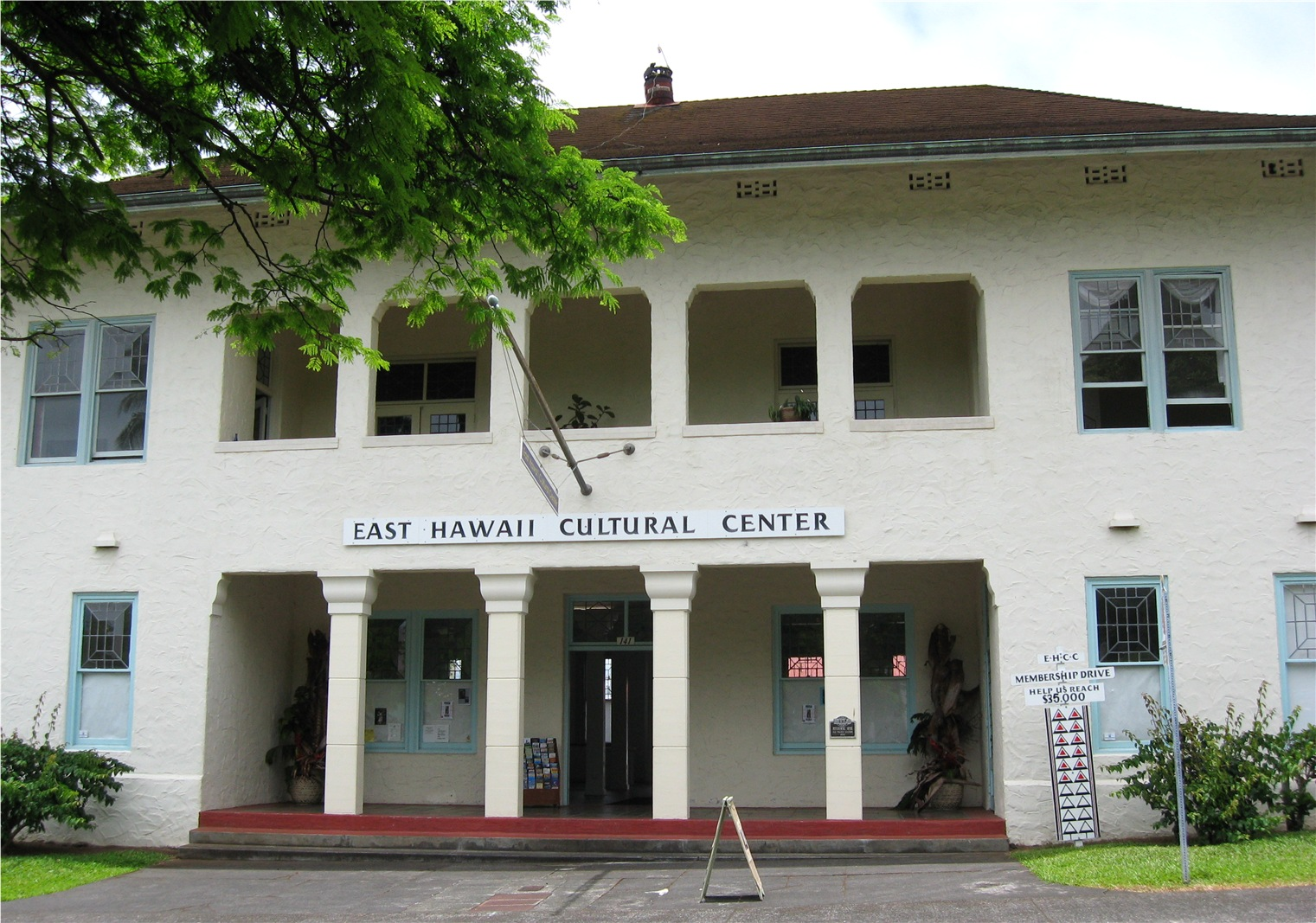
東ハワイ文化センター（ハワイ州ヒロ）

東ハワイ文化センター（ひがしハワイぶんかセンター、英語: East Hawaii Cultural Center、略称：EMCC）はアメリカ合衆国ハワイ州第二の町ヒロのダウンタウンにあるハワイ文化を紹介するセンターである。絵画展などの様々なイベントが常時開催されている。カラカウア公園に面した歴史的な警察署が他へ引っ越したあとに、東ハワイ文化協議会が使っている。

## 歴史
この建物は鉄筋コンクリート二階建てで、1974年アメリカ合衆国国家歴史登録財（番号：79000752）に指定された。建物の向かいはカラカウアが1877年ごろに作った、街の中心広場であるカラカウア公園で、この公園に面しては連邦政府ビル（現在はヒロ郵便局も残っている。裁判所が1969年に他へ移り、警察署も1975年に移ったので、この建物を東ハワイ文化協議会が借り受けた。

## 文化協議会
東ハワイ文化協議会（East Hawaii Cultural Council ）は1967年に設立されて、このビルが解体される予定だったのを、借り受けた。